# Voinești, Dâmbovița
Voinești là một xã thuộc hạt Dâmbovița, România. Dân số thời điểm năm 2002 là 6234 người.